# 福岡県立農業短期大学
福岡県立農業短期大学（ふくおかけんりつのうぎょうたんきだいがく）は、福岡県福岡市南区に本部を置く予定となっていた日本の公立短期大学である。

## 概要
- 福岡県福岡市南区において設置される構想のあった日本の公立短期大学。
- 1970年11月、福岡県立福岡農業高等学校により発行されたその資料に設置構想がなされていた旨の内容がある[1]。
- 農業高等学校における教育を基礎として、精深かつ実際的な教育を行い、農業の近代化を推進できる農業経営者・農業技術指導者および農業関連発展に貢献できる実務的技術者の養成を行うことをねらいとしていた[1]。
- 6学科体制で入学総定員210名を計画していた[1]。
- しかし、実現には至らずに終わった。
- ちなみに、福岡県立福岡農業高等学校専攻科の前身とされる福岡農業専門学校だった1949年末、文部省[注 2]に短期大学申請していた経歴があった[2]。

## 設置予定のあった学科[1]
| 学科名     | 入学定員 | 備考 |
| ---------- | -------- | ---- |
| 農学科     | 30       |      |
| 施設園芸科 | 30       |      |
| 果樹園芸科 | 30       |      |
| 家政科     | 60       |      |
| 農芸化学科 | 30       |      |
| 農業土木科 | 30       |      |